# Вестра Каруп
Вѐстра Ка̀руп (на шведски: Västra Karup, [ˈvɛ̌sːtra ˈkɑ̌ːrɵp]) е селище в югозападна Швеция, част от община Бостад в лен Сконе. Населението му е около 592 души (2020).
Разположено е на 92 метра надморска височина, на 6 километра западно от Бостад и на 39 километра северно от Хелсингбори.

## Известни личности
Родени във Вестра Каруп
- Биргит Нилсон (1918 – 2005), певица